# Liste de mets à base d'aubergine
De nombreux mets sont préparés avec des aubergines comme ingrédient principal ou essentiel dans différentes régions du monde, principalement le bassin méditerranéen, le Moyen-Orient, la Turquie, le Caucase, l'Iran et le Sous-continent indien.

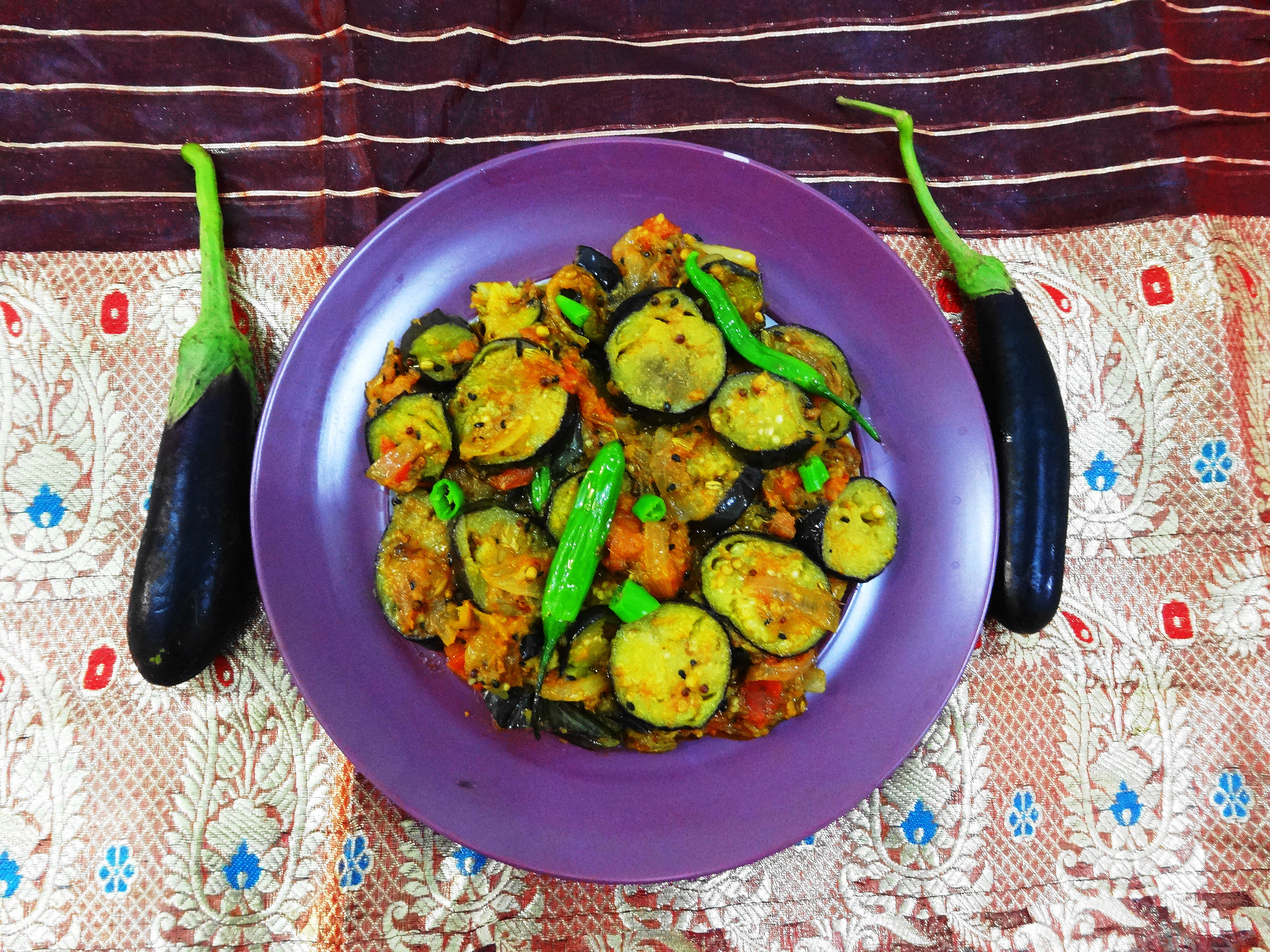
Aubergines sautées (baingan patiala)

Les modes de préparation varient :  les aubergines peuvent être mijotées comme dans la ratatouille française ou sautées comme dans la parmigiana italienne, les plats turcs ou grecs (karnıyarık, moussaka) ainsi que dans les plats du Moyen-Orient et d'Asie du Sud. Les aubergines peuvent également être réduites en purée et assaisonnées avec du tahini (baba ganousch). Dans la cuisine iranienne, les aubergines sont parfois mélangées avec du kechek (kashk e-bademjan). Dans la cuisine turque, les plats d'aubergine les plus connus  sont l'İmam bayıldı (végétarien) et le karnıyarık (avec de la viande hachée).

## Par ordre alphabétique

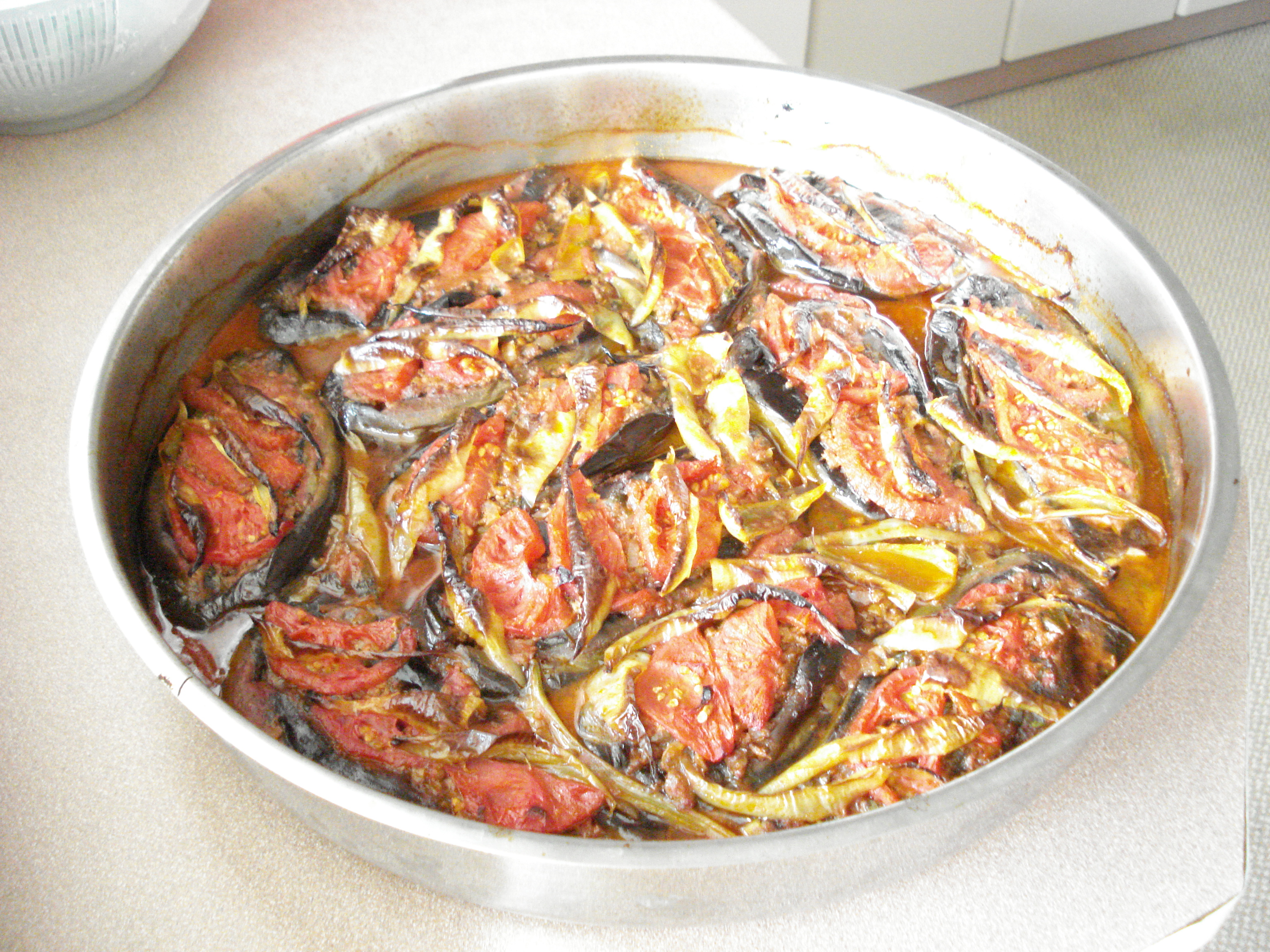
Karnıyarık (mets turc avec des aubergines farcies avec un mélange d'oignons sautés, d'ail, de poivre noir, de tomates, de persil et de viande hachée).

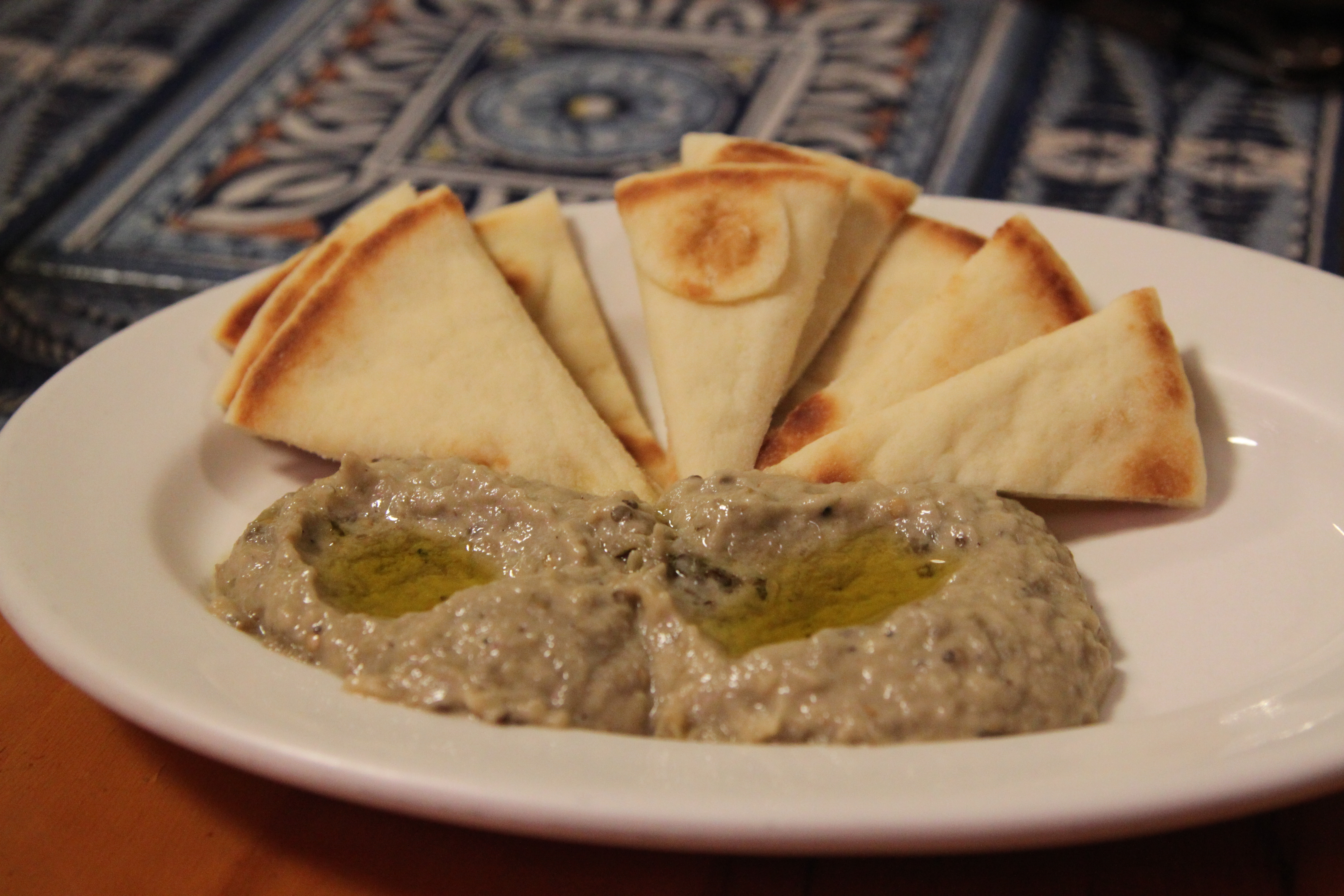
Baba ganoush et pain pita

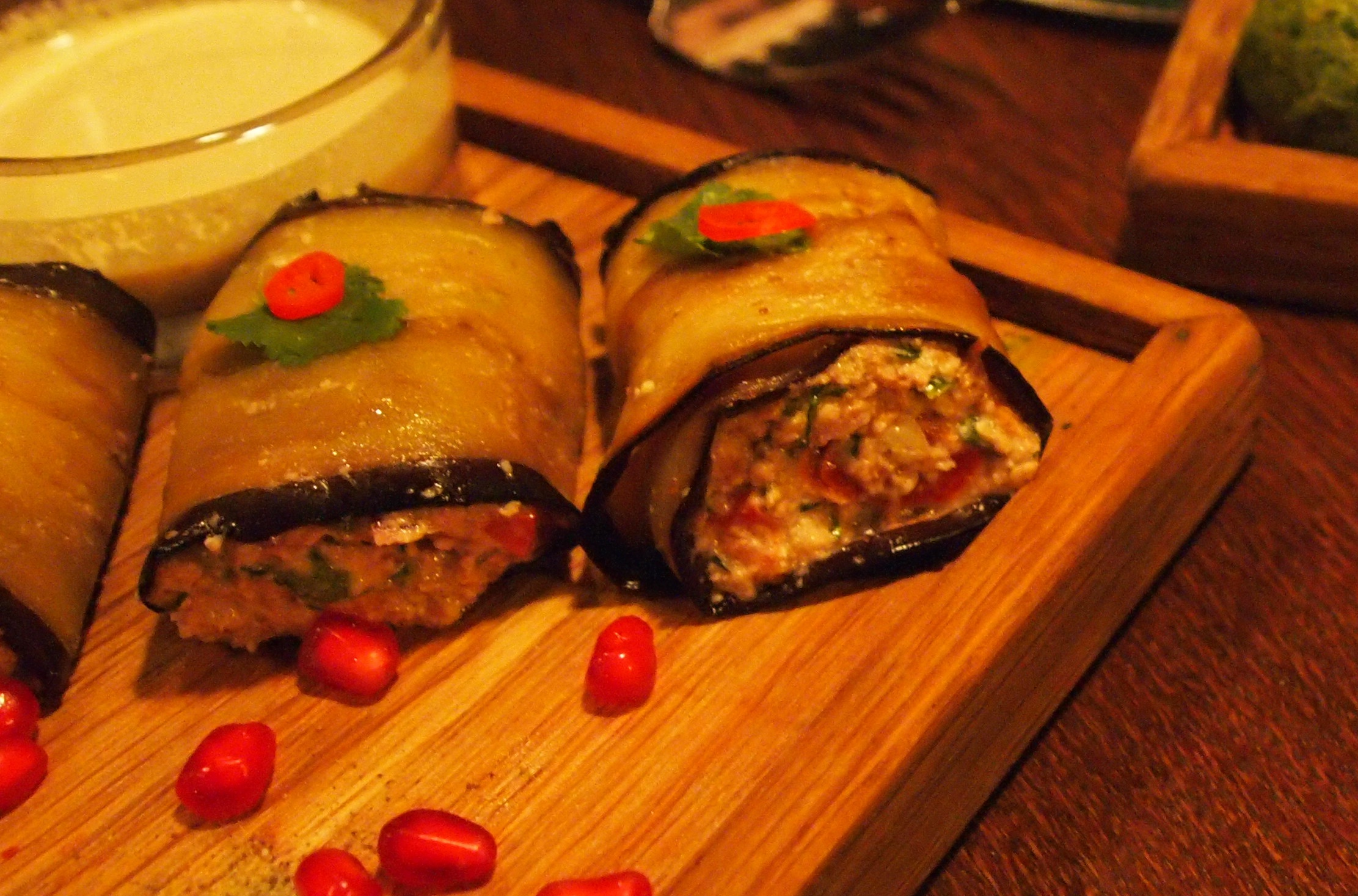
Badridjani nigvzit (spécialité géorgienne avec la pâte de noix).

- Ajapsandali
- Ajvar
- Aslouka
- Aubergines à la bonifacienne
- Aubergines à la sarde
- Aubergines au roquefort
- Aubergines charmoula
- Baba ganousch
- Badridjani nigvzit
- Bagara baingan
- Baingan bharta
- Beguni
- Boronía
- Caponata
- Caviar d'aubergine
- Confit byaldi
- Chok wangun
- Dahi baigana
- Djuwetsch
- Escalivada
- İmam bayıldı
- Karnıyarık
- Kashk-e baademjan
- Makdous
- Melanzane a barchetta
- Melanzane a funghetti
- Milanesa de berenjena
- Mirza ghasemi
- Moussaka
- Moutabbal
- Papeton d'aubergine
- Papoutsaki
- Parmigiana
- Pasta alla Norma
- Pindjour
- Pisto manchego
- Polpettone di melanzane
- Ratatouille
- Riste d'aubergine
- Sabich
- Samfaina
- Tian provençal
- Tumbet
- Zaalouk
- Zacuscă

## Par principaux ingrédients

### Avec d'autres légumes

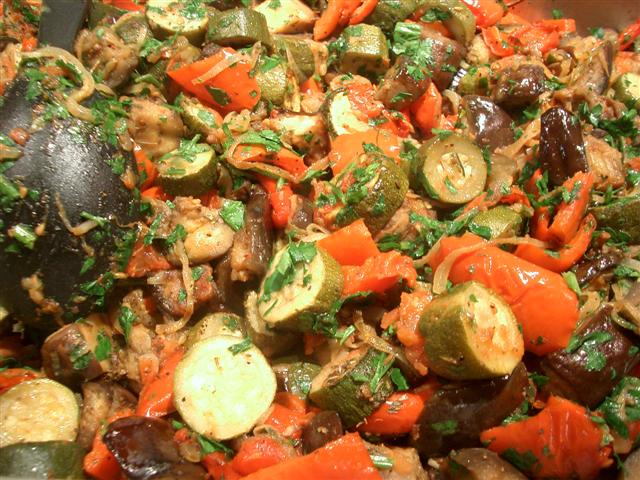
Ratatouille

- Ajapsandali, Ajvar, Aslouka, Aubergines à la sarde, Caponata, Confit byaldi, Escalivada, İmam bayıldı, Melanzane a barchetta, Melanzane a funghetti, Pindjour, Pisto manchego, Ratatouille, Riste d'aubergine, Samfaina, Tian provençal, Tumbet, Zaalouk, Zacuscă,

### Avec des condiments, épices ou assaisonnement
- Aubergines charmoula (épices et huile d’olive), Baingan bharta (huile de moutarde), Bagara baingan (curry), Baba ganousch (tahini), Caviar d'aubergine (huile d'olive), chok wangun (jus de tamarin)

### Avec un fruit
- Boronía

### Avec un produit laitier

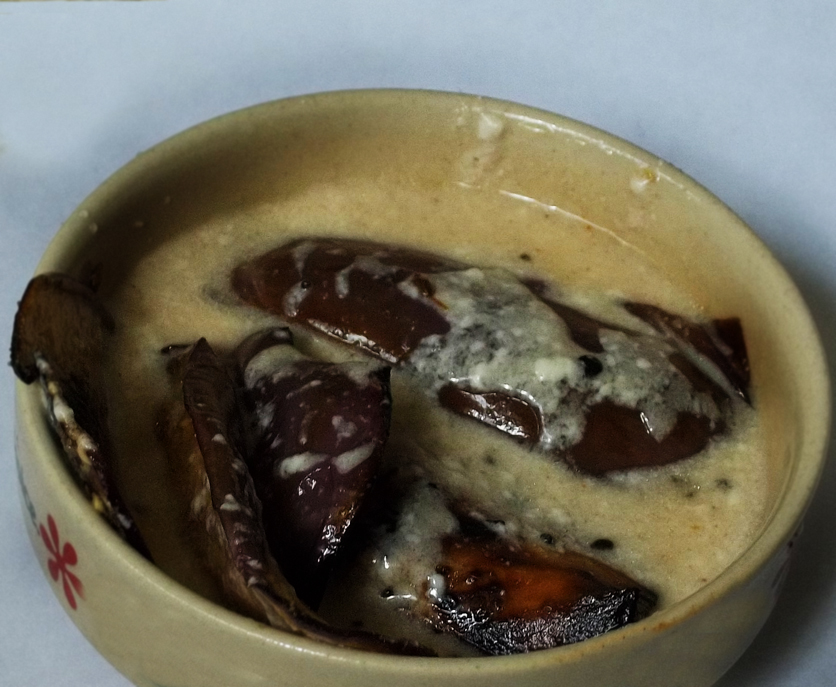
Dahi baigana (province d'Orissa, Inde)

- Aubergines à la bonifacienne, Aubergines au roquefort, aubergine Charmoula, Dahi baigana, Kashk-e baademjan, Moutabbal, Parmigiana

### Avec de la viande
- Karnıyarık, Moussaka

### Avec des œufs
- Mirza ghasemi, Papeton d'aubergine, Sabich

### Avec de la farine, de la chapelure (beignets)
- Beguni, Polpettone di melanzane, Milanesa de berenjena

### Avec un féculent
- Pasta alla Norma

### Avec des noix
- Badrijani nigvzit, Makdous